# العرق والجريمة في الولايات المتحدة
كانت العلاقة بين العرق والجريمة، في الولايات المتحدة الأمريكية، موضوعًا للجدل العام وللنقاش العلمي لأكثر من قرن. يُعد معدل الجريمة بين المجموعات العرقية في الولايات المتحدة معدلًا متباينًا. تُعتبر معظم جرائم القتل في الولايات المتحدة جرائم تحدث في إطار نفس المجموعة العرقية- فمرتكب الجريمة والضحية ينتميان إلى العرق نفسه.
تشير البحوث الأكاديمية إلى أن التمثيل المفرط لبعض الأقليات العرقية في نظام العدالة الجنائية يمكن تفسيره جزئيًا بعوامل اجتماعية واقتصادية، مثل الفقر والتعرض للأحياء الفقيرة، وقلة فرص الحصول على التعليم العام، وقلة فرص الحصول على التعليم في مرحلة الطفولة المبكرة، والتعرض للمواد الكيميائية والمحاليل الضارة.
تشير البحوث أيضًا إلى وجود تمييز عرقي وإثني واسع النطاق تمارسه الشرطة والنظام القضائي. قارنت مؤلفات أكاديمية هامة عمليات البحث والتفتيش التي تقوم بها الشرطة (مبينة حدوث عمليات التهريب بمعدلات أعلى لدى البيض الذين جرى إيقافهم)، وقارنت قرارات الإفراج بكفالة (مبينة ارتكاب البيض، الذين يصدر بحقهم قرار إفراج بكفالة مماثل للذي يصدر بحق السود، لانتهاكات أكثر قبل المحاكمة)، كما قارنت الأحكام (مبينة إصدار القضاة وهيئات المحلفين لأحكام أشد قسوة بحق السود مقارنة بالبيض، وذلك عندما تكون الوقائع والظروف الأساسية للقضية متشابهة)، وهو ما يؤدي إلى وجود استدلالات سببية صالحة على وجود التمييز العرقي. وثقت دراسات عديدة أنماط التمييز العرقي، بالإضافة إلى أنماط وحشية الشرطة وأنماط عدم الاكتراث بالحقوق الدستورية للأمريكيين الأفارقة، من قبل إدارات الشرطة في مختلف المدن الأمريكية، بما فيها لوس أنجلوس وشيكاغو وفيلادلفيا.